# Haplodrassus hiemalis
Haplodrassus hiemalis är en spindelart som först beskrevs av James Henry Emerton 1909.  Haplodrassus hiemalis ingår i släktet Haplodrassus och familjen plattbuksspindlar. Inga underarter finns listade i Catalogue of Life.